# Двуглас
Двуглас (пеене на два гласа) е условен термин, употребяван в музиката. Под него могат да се разбират:
- Двугласие в полифонията – в случая, когато полифоничната творба се води от два основни гласа – например Инвенциите за пиано на Йохан Себастиан Бах, „Стабат матер“ на Джовани Батиста Перголези и т.н.
- Двугласие в църковната музика – обикновено се разбира старото „източно църковно пеене“, при което единият от гласовете има основна и водеща мелодична роля, а другият е поддържащ и изпълнява „исо“.
- Двугласие вcl фолклорната музика - особено характерни са „шопският и пиринският двуглас", а също двугласното пеене от родопските райони. Двугласното пеене се среща в района на Западна България /Шопска фолклорна област/, Югозападна България/Пирински край/, Пазарджишко и Ихтиманско, а някога на два гласа се е пеело и в Северозападна България. Сред най-ярките представители на шопското двугласно пеене са Руска Божилова и Стояна Лалова, братя Митеви, Кремена Станчева и Василка Андонова, Даниел Спасов, и Милен Иванов, Снежана Борисова и Кунка Желязкова, "Шопско трио"- (Румяна Алексова, Дарина Златкова, Ивелина Димова), сестри Валентинови, групите от Бистрица и Плана. Представители на пиринския двуглас са Мария Томова и Живка Гаврилова, групите от Банско и Разлог, „Сестри Груеви“, „Сестри Костови“, „Сестри Бисерови“.

Специфичен е Неделинският двуглас, в който се преплитат два гласа – първи – „водещ“ и втори – „следещ“. Известни изпълнители на тази песенна музика са: Сестри Георгиеви, Сестри Хаджиеви, Сестри Чакърови. Националният фолклорен фестивал за двугласно пеене и народна песен с международно участие в Неделино популяризира и пази песенната традиция.

## Фолклорно предаване на програма „Хоризонт“
Българското национално радио излъчва ежеседмично двучасово неделно фолклорно предаване по програма „Хоризонт“ от месец май 2017 година.